# 沙姆什·阿达德五世石碑
沙姆希·阿达德五世石碑是亚述国王沙姆希·阿达德五世统治期间竖立的一块巨型石碑。这块石碑是英国考古学家霍尔木兹德·拉萨姆 (Hormuzd Rassam )  于19世纪中叶在叙利亚尼姆鲁德（亚述古城卡尔胡）的古遗址中发现的。该石碑的完成时间可追溯至公元前824年至公元前811年，现收藏在大英博物馆中东展馆中。 

## 发现过程
1855年，拉萨姆在尼姆鲁德的纳布神庙附近发现了这块石碑。次年，它被运往伦敦，成为了大英博物馆亚述藏品的一部分，同库尔赫石碑一起展出。在展厅中，它旁边摆放的是著名的亚述黑色方尖碑和白色方尖碑。

## 描述

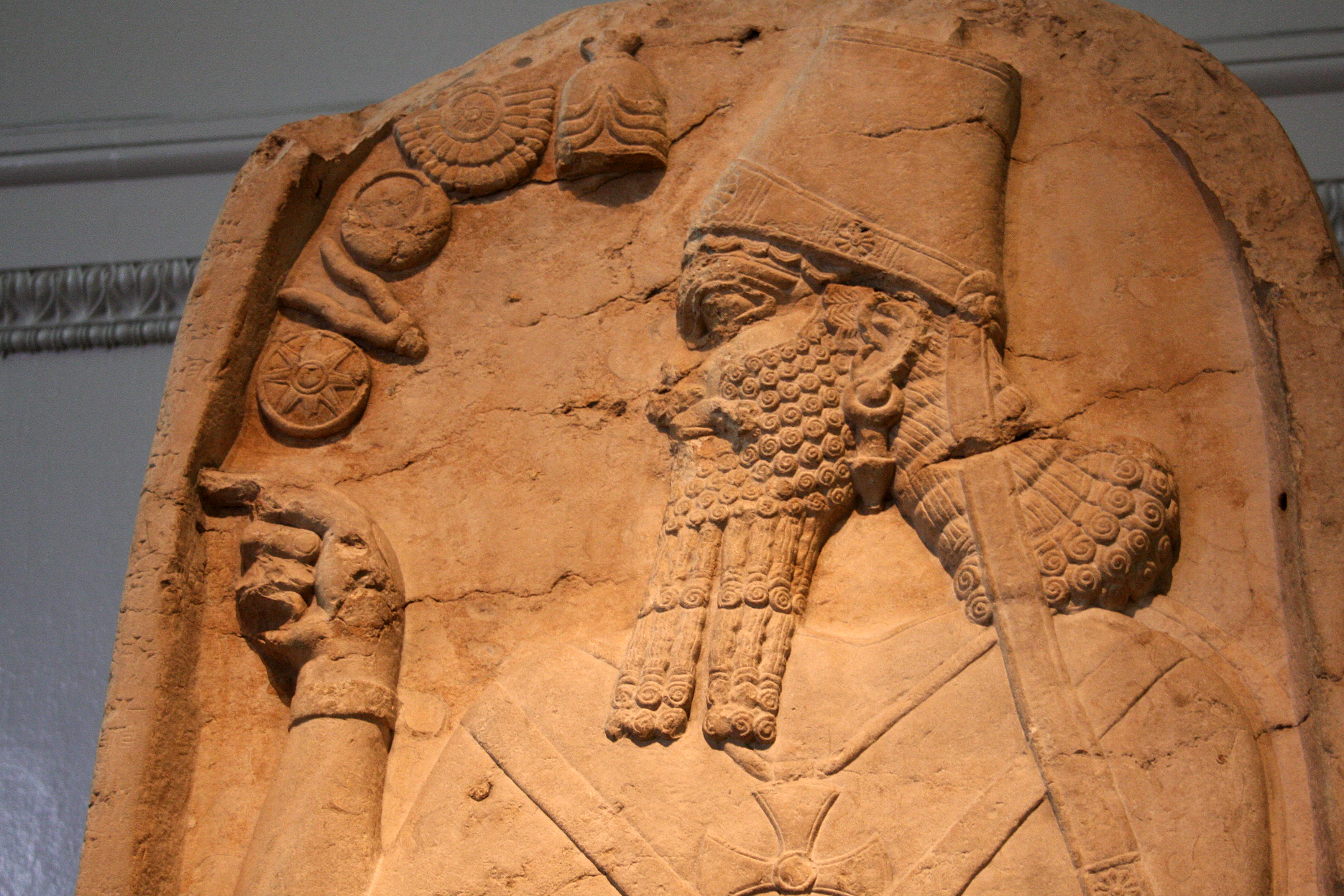
石碑左上方有着五位神灵的象征

该石碑描绘了沙姆希·阿达德五世敬奉五位神祇的情景，它的样式与亚述纳西尔帕二世石碑非常相似。国王头戴着圆锥形帽子，留着仿古风格的胡须。他的右手伸出正打着响指，左手拿着象征着王权的权杖。石碑左上角有着五位神祇的象征：有角的头盔象征着阿舒尔，有翼的圆盘象征着太阳神沙玛什，呈新月形的是月神辛，交叉状的是风暴之神阿达德，呈星星形状的则是战争女神伊什塔尔。石碑的侧面雕刻有大量早期风格的楔形文字，记录了国王参与的诸多军事行动。

## 进一步阅读
- J.E. Reade, Assyrian Sculpture (London, The British Museum Press, 1998)
- A.K. Grayson, Assyrian Royal Inscriptions (Wiesbaden, O. Harrassowitz, 1976)
- J.E. Curtis and J.E. Reade (eds), Art and empire: treasures from (London, The British Museum Press, 1995)
- A.H. Layard, Discoveries in the ruins of Nineveh and Babylon (London, J. Murray, 1853)